# Dipartimento di Valle Fértil
Valle Fértil è un dipartimento argentino, situato nella parte orientale della provincia di San Juan, con capoluogo Villa San Agustín.
Esso confina a nord e a est con la provincia di La Rioja, a sud e a ovest con il dipartimento di Caucete, a ovest con il dipartimento di Jáchal.
Secondo il censimento del 2001, su un territorio di 6.419 km², la popolazione ammontava a 6.864 abitanti.
Dal punto di vista amministrativo, il dipartimento consta di un unico municipio, che copre tutto il territorio dipartimentale, suddiviso in diverse localidades:
- Astica
- Baldes del Rosario
- Chucuma
- Los Baldecitos
- Usno
- Villa San Agustín, sede municipale